# Sejm
|  | For den russiske flod, se Sejm (flod) |
Sejmen i Republikken Polen (polsk: Sejm Rzeczypospolitej Polskiej) er underhuset i det polske parlament. Sejmen består af 460 deputerede, (polsk: Poseł ~ dansk: udsending). Sejmen vælges ved almindelig afstemning, og ledes af "marskal af Sejmen" (polsk: Marszalek Sejmu).
I Kongeriget Polen henviste Sejm til det samlede tre-kammer parlament i Polen, der omfattede underhuset (Forsamlingen af udsendinge, polsk: Izba Poselska), overhuset (Senatet, polsk: Senat) og kongen. Siden Den anden polske republik (1918-1939) har Sejm henvist til underhuset i parlamentet; overhuset kaldes Senat.

## Historie

### Sejmen i den polsk-litauiske realunion
Efter Lublinunionen i 1569 indgik kongeriget Polen, gennem en personalunion med Storfyrstendømmet Litauen, i Den polsk-litauiske realunion, og Sejmen blev suppleret med nye deputerede fra den litauiske adel. I "Republikken af to Nationer" fastholdtes tre-kammer parlament med Sejmen, Senatet og kongen. I de første årtier af 1500-tallet etablerede Senatet sin forrang for Sejmen, men fra midten af 1500-tallet og fremefter blev Sejmen et meget kraftfuld repræsentativt organ for szlachta (den 'midterste adel'). Snart begyndte Sejmen alvorligt at begrænse kongens beføjelser. Dens kamre forbeholdt de endelige beslutninger i lovgivning, beskatning, budget og økonomi (herunder militære midler), udenrigsanliggender, og udnævnelse af adel.
I 1573 vedtog Sejmen Warszawakonføderationen, der garanterede religiøs tolerance i Realunionen. Det sikrede et tilflugtssted for dem, der flygtede fra reformations og modreformations krigene i Europa.
I 1500-tallet var flertalsafgørelser det mest almindelige system ved afstemning; ingen enkeltperson eller lille gruppe turde forhindre vedtagelser. Med den polske adels stigende magt blev princippet om enstemmighed genindført med liberum veto (dansk: ~ det frie veto). Fra midten af 1600-tallet blev liberum veto brugt til stort set at lamme Sejmen og bragte Realunionen på randen af sammenbrud. Et forslag blev erklæret ugyldigt, hvis de deputerede ikke var i stand til at nå frem til en enstemmig afgørelse inden seks uger (længden på en samling), og alle Sejmens øvrige vedtagelser annulleret. 
Liberum veto blev endeligt afskaffet ved vedtagelsen af Polens 3. maj forfatning i 1791, som Sejmen krævede fire år til at udbrede og vedtage. Forfatningens vedtagelse og de langsigtede konsekvenser skabte grundlaget for Østrig-Ungarns, Ruslands og Preussens opdeling af den polsk-litauiske realunion, der satte en stopper for mere end 300 års polsk parlamentarisk tradition.
Det skønnes at Sejmen blev afholdt 240 gange mellem 1493 og 1793, og de samlede forhandlinger tog 44 år.

## Galleri
- Sejm under Sigismund III Vasas regeringsperiode
- Den "Store Sejm" 1788-1792